# Жуковское сельское поселение (Дубовский район)
Жуковское сельское поселение — муниципальное образование в Дубовском районе Ростовской области.
Административный центр поселения — станица Жуковская.

## История
Первое упоминание о станице Жуковской относится к 1859 году. Известно, что до этого станица имела статус хутора, который имел название Жуков.
В 1932 году на территории станицы Жуковской была создана машино-тракторная станция (сокращённо — МТС), примерно тогда же в её распоряжение поступила первая партия тракторов, которые значительно упростили ведение сельского хозяйства. Тогда же в станице строились первые мастерские. В 1940 году МТС стала называться «Ново-Жуковской».
Развивалась и сама станица. Здесь были построены клуб, магазин, начальная школа.
Великая Отечественная война послужила причиной разорения хозяйства, которое затем местные жители были вынуждены с трудом восстанавливать. Постепенно на полях снова начали выращиваться стабильные урожаи.
В 1950 году, ввиду сооружения Цимлянского водохранилища, станица была переселена на возвышенное место. Деревянные дома перетягивались на санях, а все прочие разбирались и вновь собирались на другом месте. Строились и общественные здания: общеобразовательная школа, машино-тракторные мастерские и т.д.
В настоящее время станица Жуковская представляет собой благоустроенный населённый пункт. Здесь имеется двухэтажная школа, дом-интернат, детский сад, врачебная амбулатория, сельский клуб, магазины. В станице насчитывается более 450 дворов.
Общая численность населения Жуковского сельского поселения по данным от 01.05.2014 года составляет 1998 человек. Здесь проживают люди разных национальностей: русские, украинцы, белорусы, даргинцы, чеченцы, аварцы, армяне, молдоване.

## Административное устройство
В состав Жуковского сельского поселения входят:
- станица Жуковская
- хутор Овчинников
- станица Подгоренская
- хутор Харсеев

## Население
| 2010  | 2012  | 2013  | 2014  | 2015  | 2016  | 2017  |
| ----- | ----- | ----- | ----- | ----- | ----- | ----- |
| 1937  | ↘1917 | →1917 | ↘1905 | ↘1902 | ↘1873 | ↘1852 |
| 2018  | 2019  | 2020  | 2021  |       |       |       |
| ↘1815 | ↘1746 | ↘1741 | ↘1738 |       |       |       |